# Décès en 1401
Décès
- 1397
- 1398
- 1399
- 1400
- 1401
- 1402
- 1403
- 1404
- 1405

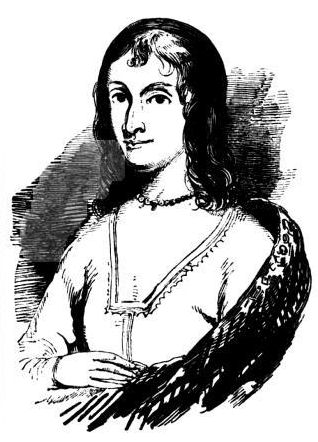
Annabella Drummond, morte en 1401.

Cette page dresse une liste de personnalités mortes au cours de l'année 1401 :
- 5 janvier[1] : Ibn Arafa, imam malikite.
- 13 janvier : 
  - Guillaume d'Aigrefeuille le Jeune, dit le cardinal de Saint-Étienne.
  - Charles de France, dauphin de Viennois, héritier de la couronne de France.
- 18 janvier : Jean II de Brunswick-Grubenhagen, prince de la maison des Welf, duc de Brunswick-Lunebourg, il règne conjointement sur la principauté de Brunswick-Grubenhagen.
- 20 janvier : Philippe Froment, évêque de Bethléem et de Nevers.
- 20 mars : William Sawtrey, prêtre anglais, curé de Saint Syth’s de Londres, premier martyr lollard.
- 8 avril : Thomas de Beauchamp, 12e comte de Warwick.
- 3 mai : Pierre Morel, évêque de Tréguier.
- 18 mai : Ladislas II d'Opole, duc d'Opole, comte Palatin de Hongrie, souverain de Lubliniec, duc de Wieluń, souverain de Bolesławiec à titre viager, gouverneur de la Principauté de Galicie-Volhynie, souverain de Pszczyna, voïvode (régent) de Pologne, duc de Dobrzyń et de Kujawy comme vassal de la Pologne, souverain de Głogówek et souverain de Krnov.
- 21 mai : Bertrand de Chanac, dit le cardinal de Jérusalem, pseudo-cardinal français.
- 25 mai : 
  - Marie Ire de Sicile, reine de Sicile.
  - Éric III de Saxe-Lauenbourg, duc de Saxe-Lauenbourg.
- juin : Arrigo Della Rocca, comte de Corse.
- octobre : Annabella Drummond, reine consort d'Écosse.
- 20 octobre : Klaus Störtebeker, surnommé le Corsaire rouge, pirate allemand, décapité à Hambourg.
- 6 novembre : Battista Boccanegra, homme politique génois[2].
- 9 décembre : Georges de Misnie, co-landgrave de Thuringe et co-margrave de Misnie.

- Ibn Arafa, imam ifriqiyen, le plus illustre représentant de l'islam malikite à l'époque hafside.
- Gantonnet d'Abzac, connétable à Chypre, en Italie et finalement en Provence.
- Constantin II d'Iméréthie, roi bagration d'Iméréthie.
- Arnaud-Amanieu d'Albret, sire d'Albret et comte de Dreux.
- Charles de Châtillon, seigneur de Souvain et de Jonchery-sur-Vesle, chevalier, conseiller, chambellan du roi Charles VI de France.
- Frédéric XI de Hohenzollern, comte de Hohenzollern.
- Pierre de Saint-Martial, évêque de Rieux, de Carcassonne puis archevêque de Toulouse.
- Magister Wigbold, connu également sous le nom de Maître des Sept Arts, pirate allemand.

## Crédit d'auteurs
- Cet article est partiellement ou en totalité issu de l'article intitulé « 1401 » (voir la liste des auteurs).